# ジクフ連盟
ジクフ連盟（ジクフれんめい、ポーランド語: konfederacja dzikowska）は、ポーランド継承戦争中の1734年にジクフ（Dzików、現タルノブジェク近郊）でスタニスワフ・レシチニスキの支持者によって結成された軍事組織。アダム・タルウォが元帥を、王冠領大ヘトマンユゼフ・ポトツキが司令官を務めたが、ポトツキは1735年2月28日に解任された。
連盟の合言葉は「ポーランド・リトアニア共和国の政治独立のためにザクセンとロシアと戦い、政治改革を行う」であった。チェコ人とハンガリー人、そしてシレジア人からの支持をとりつけようとしたが失敗した。またスウェーデン、フランス、オスマン帝国、教皇領にも大使を派遣した。
連盟は1736年のクルピエとポドリア近くでの戦闘を最後に撃破された。